# Шабрие, Эмманюэль
Алексис-Эмманюэль Шабрие (фр. Alexis-Emmanuel Chabrier; 18 января 1841, Амбер, Пюи-де-Дом, Франция — 13 сентября 1894, Париж) — французский композитор романтического направления, наиболее известный своей рапсодией для оркестра «Испания» и «Радостным маршем». Творчество Шабрие оказало влияние на таких композиторов, как Дебюсси, Равель, Стравинский, Рихард Штраус, композиторов группы «Шестёрка».

## Биография
Шабрие родился в городке Амбер в Оверни в семье адвоката. С шести лет он начал заниматься музыкой, а 1859 годом датируются его первые сочинения для фортепиано. После переезда семьи в Клермон-Ферран в 1852 году Шабрие параллельно с учёбой в лицее брал уроки у польского эмигранта скрипача Александра Тарновского, а с переездом в Париж в 1856 поступил в лицей Сен-Луи, по завершении которого получил звание бакалавра и после окончания школы права в 1861 году поступил на службу в министерство внутренних дел. Одновременно Шабрие продолжал писать фортепианные пьесы и наряду с интересом к Вагнеру познакомился с парнасцами и работал над двумя незавершёнными опереттами на либретто Поля Верлена. В 1873 году Шабрие женился на Мари-Алис Дежан, от которой имел троих сыновей (один из них умер в раннем детстве). В то же время он пишет для театра, первым завершённым произведением для которого стала опера «Звезда», поставленная в 1877 году и имевшая успех. В этот период Шабрие вступает в артистические круги Парижа, где поддерживает наибольшее знакомство с композиторами Форе, Шоссоном, д’Энди и такими художниками, как Мане, Дега, Фантен-Латур.
В 1880 году Шабрие уходит в отставку и полностью посвящает себя музыкальным занятиям, став помощником Шарля Ламурё по популяризации немецкой музыки. В том же году появляется фортепианный цикл из 10 пьес «Пьесы-картины». В 1882 году Шабрие совершает путешествие в Испанию, после которого на следующий год появляется рапсодия для оркестра «Испания», ставшая наиболее известным произведением композитора. В 1884-1885 Шабрие становится хормейстером театра «Шато д'о». Написанная в 1885 году опера из англосаксонских времён «Гвендолина» после двух представлений была снята с репертуара из-за банкротства импресарио. В 1887 году Шабрие завершает оперу «Король поневоле», посвящённую королю Польши Генриху Валуа, которая наряду с «Гвендолиной» с успехом идёт в Лейпциге и Мюнхене.
В последние годы жизни Шабрие испытывал серьёзные финансовые проблемы, а также страдал от сифилиса и депрессии, вызванной неудачей опер во Франции. В 1893 году он был парализован и скончался на следующий год. Несмотря на своё желание быть похороненным рядом с Мане, был погребён на кладбище Монпарнас.
Также Шабрие был коллекционером, собиравшим в основном работы своих друзей-импрессионистов, в том числе Мане, Моне, Сезанна, Ренуара, Сислея. Среди прочих работ в его коллекции находился «Бар в „Фоли-Бержер“» Мане.

## Творчество
Немногочисленная по количеству музыка Э. Шабрие легка, оптимистична, ярка, мелодична и отличается богатством гармонии, ритма и оркестровки.
Кроме опер, композитор также был автором оркестровых произведений, включающих в себя «Lamento» и «Larghetto» для валторны и оркестра (оба — 1875), рапсодию для оркестра «Испания» (1883) и сделанные в 1888 году оркестровки фортепианных пьес, включающие «Пасторальную прелюдию», «Радостный марш» и «Пасторальную сюиту».
Среди его фортепианных сочинений, кроме «Пьес-картин», выделяется «Фантастическое бурре», написанное в 1891 году и дооркестрованное после смерти композитора Феликсом Мотлем в 1898 году. Также Эмманюэль Шабрие был автором песен.